# (2244) Тесла
(2244) Тесла — астероид главного пояса, который был открыт 22 октября 1952 года сербским астрономом Милорадом Протичем в обсерватории Белграда и назван в честь Николы Теслы, изобретателя сербского происхождения.
16 августа 2008 года с 7:32 до 7:52 UTC на Земле можно было наблюдать затмение этим астероидом звезды TYC 6921-00581-1 из созвездия Козерога. Блеск звезды упал с 10,5 до 15,8 (до блеска затмевающего астероида) на 2,7 секунды. Вычисленный диаметр астероида составил 29 км. Тень проходила через Колумбию, Эквадор, Новую Зеландию (7:49, Гамильтон и Тауранга, возможно ещё Окленд и Гисборн) и в 7:51 добралась до Сиднея в Австралии.

## Сближения
| дата            | а. е.    | расстояний до Луны | небесное тело |
| --------------- | -------- | ------------------ | ------------- |
| 15.04.1990 3:48 | 0,024308 | 9,47               | Веста         |